# Cipaganti (Coblong)
Cipaganti is een bestuurslaag in het regentschap Kota Bandung van de provincie West-Java, Indonesië. Cipaganti telt 12.105 inwoners (volkstelling 2010).